# Palermo (California)
Palermo es un lugar designado por el censo ubicado en el condado de Butte en el estado estadounidense de California. En el año 2009 tenía una población de 6.075 habitantes y una densidad poblacional de 60.1 personas por km².

## Geografía
Palermo se encuentra ubicado en las coordenadas 39°26′08″N 121°32′17″O / 39.43556, -121.53806. Según la Oficina del Censo, la ciudad tiene un área total de 101,1 km² (39,0 mi²), de la cual 101,1 km² (39,0 mi²) es tierra y 0 km² (0 mi²) (0%) es agua.

## Demografía
Según la Oficina del Censo en 2000 los ingresos medios por hogar en la localidad eran de $30,588, y los ingresos medios por familia eran $35,250. Los hombres tenían unos ingresos medios de $31,135 frente a los $19,950 para las mujeres. La renta per cápita para la localidad era de $15,206. Alrededor del 25.6% de la población estaban por debajo del umbral de pobreza.